# Rzeźba „W hołdzie polskim artystom baletu”
Rzeźba „W hołdzie polskim artystom baletu”, także „Tancerka” – rzeźba znajdująca się przy ul. Moliera w Warszawie.

## Opis
Inicjatorką powstania rzeźby była Bożena Kociołkowska, prezes Fundacji Sztuki Tańca. Praca autorstwa Zbigniewa Stanucha zdobyła pierwszą nagrodę w ogłoszonym konkursie, w którym udział wzięło 56 artystów.
Rzeźba została odsłonięta 8 października 2016 przed gmachem Teatru Wielkiego, vis-a-vis Ogólnokształcącej Szkoły Baletowej im. Romana Turczynowicza. Jest hołdem złożonym wszystkim pokoleniom artystów sztuki tańca, tancerzom, choreografom i pedagogom.
Rzeźba przedstawia tancerkę z rozpuszczonymi włosami w pozycji przypominającej arabesque. Na postumencie umieszczono napis W hołdzie polskim artystom baletu.